# 曼海姆火车总站
曼海姆火车总站（德語：Mannheim Hauptbahnhof）是一座位于德国巴登-符腾堡州曼海姆的铁路车站，凭借着日均648班的列车开行量、以及约10万人次的旅客发送量，它成为了继斯图加特火车总站之后的德国西南部第二大铁路枢纽，同时也是德国铁路所划分的82座二等车站之一。
经由曼海姆运行的大部分列车班次均由德国铁路及其子公司，例如德铁长途运输或德铁区域运输所开行。此外，由法兰克福－巴黎及法兰克福－马赛的TGV列车也会在此停靠。它还是公共交通公司莱茵-内卡交通集团进行巴士和铁路中转的一个重要节点。

## 设施

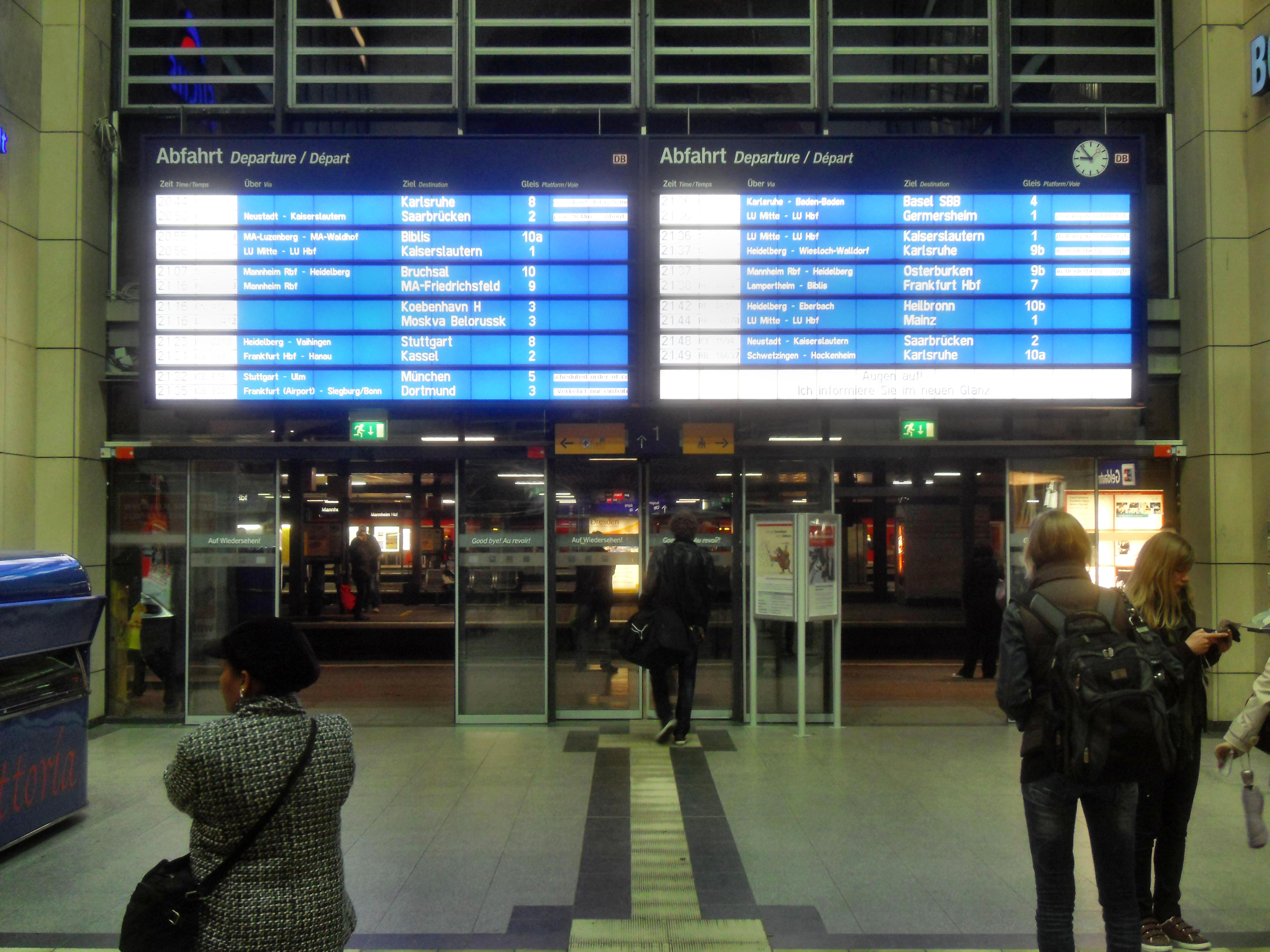
接待大厅的电子显示屏

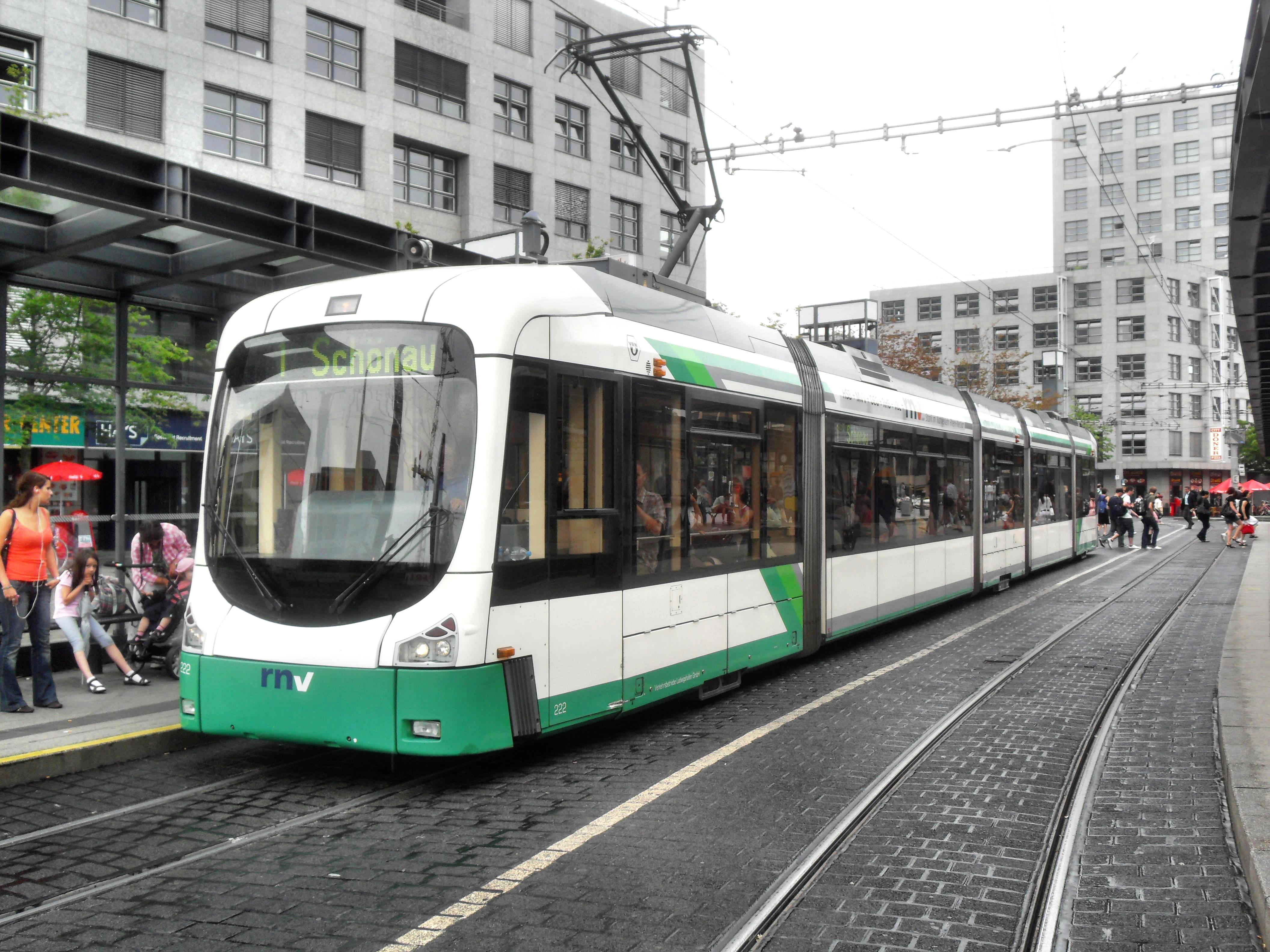
站前广场的有轨电车

2001年11月，车站建筑在经过大规模的翻修后，开始作为曼海姆市中心南缘的一个现代化购物中心及服务设施被重新投入使用。借助入口大堂两翼的自动扶梯或升降机，旅客可直接经由地下通道进入站台。这里设有南、北两条地下通道。通往站台的路径均采用无障碍设计。升降机、自动扶梯和视障人士的引导系统可令所有旅客无需依靠外界的帮助而来到相应的列车前。其中北通道配备的是升降机，南通道配备的是手扶电梯。
对于一等车厢的乘客和常旅客则设有一间德铁贵宾厅。
此外，曼海姆总站自1897年起还在一站台设有车站使命团的服务处所。其志愿者成员主要负责对在旅途中行动不便的乘客、单独旅行的儿童、迷失方向的人以及其它人群提供照顾。而作为德国铁路孩童出行计划的一部分，其针对6至14岁的独行儿童在经过培训的监护人的陪伴下于每个周五及周日搭乘指定的城际快车或城际列车，车站使命团也会作为集合点使用。
在站前广场有多条由莱茵-内卡运输公司、莱茵-哈尔德特铁路公司、上莱茵铁路公司开行的有轨电车线路和由莱茵-内卡巴士运输开行的巴士线路。而毗邻一站台南端的巴士总站则经营有定期和非定期的长途巴士及机场接驳巴士服务。
根据城市设计，车站建筑位于莱茵河畔的曼海姆宫轴线上，该轴线由市中心向东南延伸。作为中轴线的国王环路（Kaiserring）则绕行市中心东南。从水塔视角中，可以看见作为新地标建筑的维多利亚塔矗立于车站的右后方。
曼海姆总站也是德国铁路的6座驻扎有隧道救援列车的车站之一。车站的东头是一系列铁路线的交汇点，其具有小半径（最小200米）和大坡度（最高17‰）的特点。

## 历史

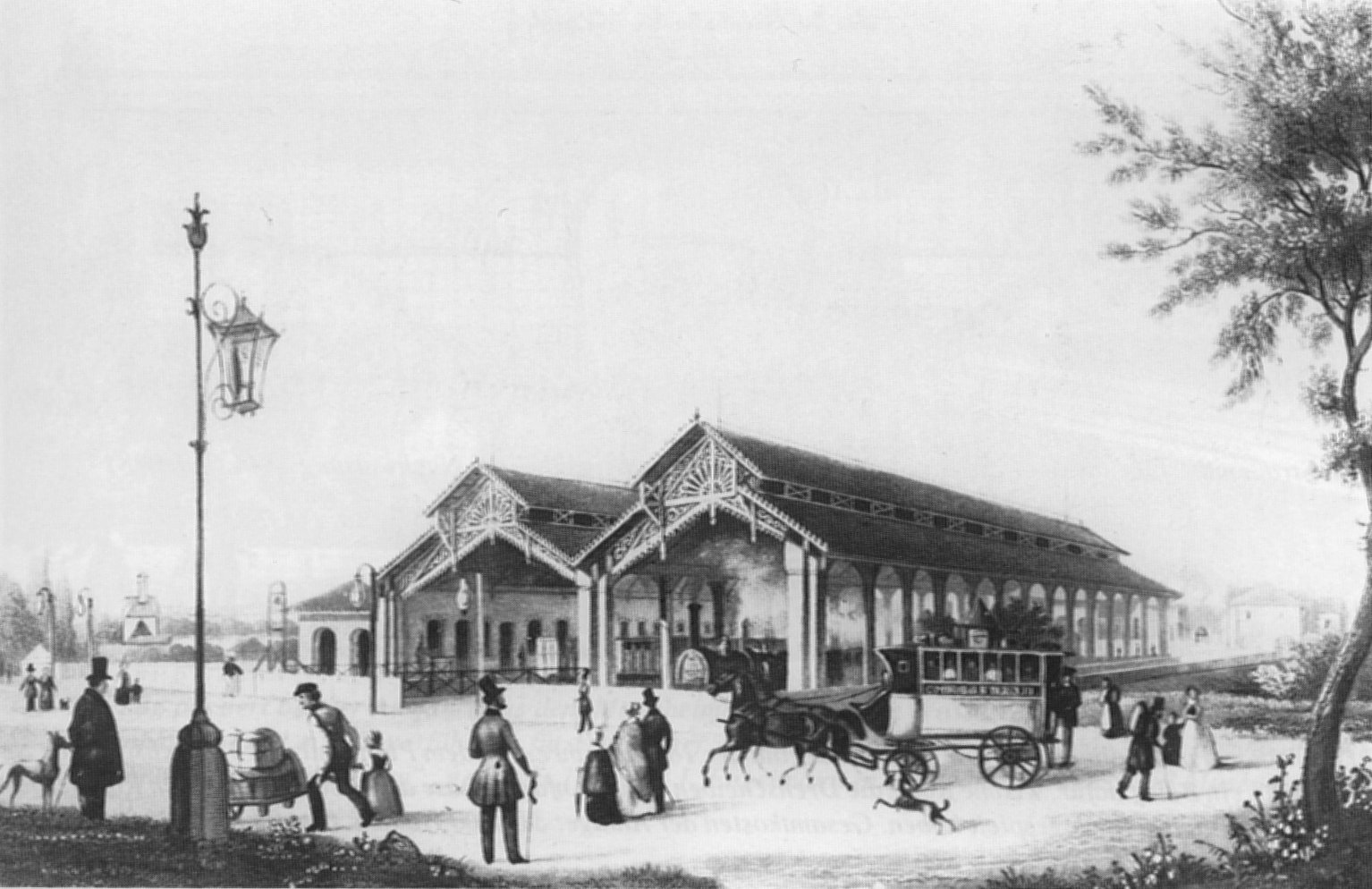
曼海姆最初的车站于1840年代

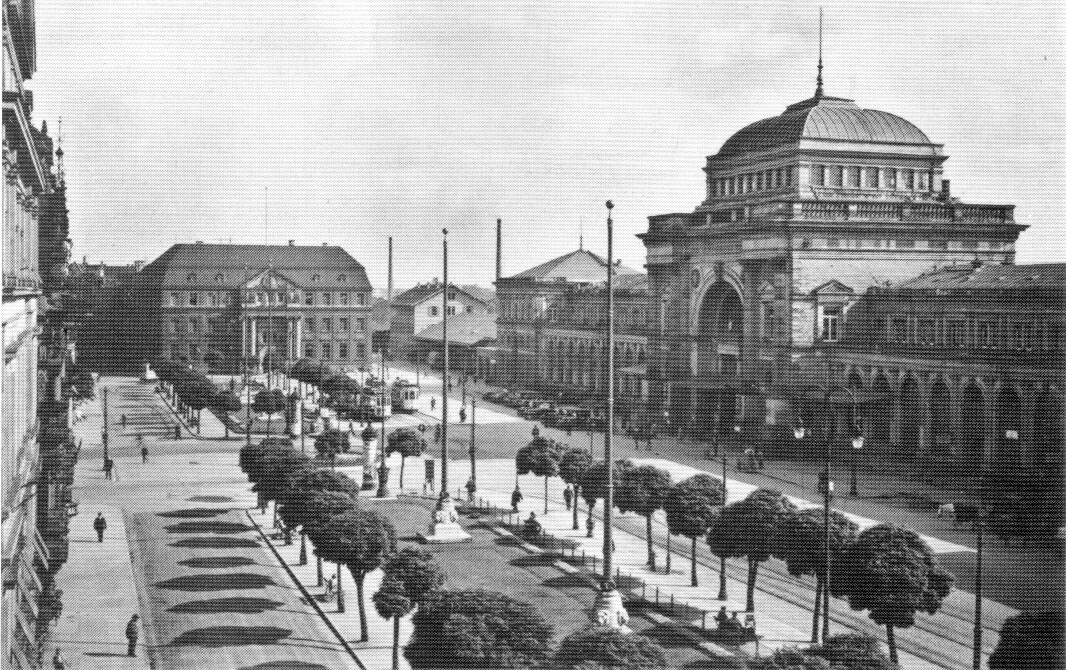
1925年的站前广场

曼海姆最初的铁路车站是在通往海德堡的巴登主线于1840年通车后，以一座尽头式车站的样式建于赛马场附近的区域。但当修建一座通往路德维希港的莱茵河大桥（今康拉德·阿登纳大桥）的计划提出后，车站很快便需要进行搬迁。1867年，横跨莱茵河的复线铁路桥投入运营，从而建立了与美因茨和科隆之间的铁路连接。
在通往卡尔斯鲁厄的莱茵河谷铁路于1870年通车之际，鐵路設施迎来了一次根本性的重新设计和扩建，新的接待大楼在1874年至1875年间建成。新的铁路设施则在1876年10月启用。至1877年，一座新的中央货运站也已出现在米劳哈芬（Mühlauhafen）,它与火车总站相连。1854年建成的曼海姆环线于1879年被废弃。1880年，黑森路德维希铁路的走向被初步确定，这条从法兰克福过来的铁路将从东侧被引入曼海姆总站。
在20世纪初，当局对铁路设施的改善进行了探讨。在1906年和1907年，曼海姆总站的主站房得到进一步的扩建，并在1910年至1012年间增加了更多的站台和站台边缘。在第一次世界大战前，还建成了一座新的信号所。
1927年，接待大厅的正门外立面被完全去除，并向前延伸了10米远。因此，车站的占地面积得以增加了一倍多。作为改造的一部分，人们开始对是否应该按原来的样式构建正门展开了讨论，最终，它被确定按一个简化的形式建立。由于在战争时期遭到严重破坏以及随后的重建，建筑外立面被再次简化，并再也不含装饰性元素。
在第二次世界大战前不久，卡尔斯鲁厄国家铁路管理局（Reichsbahndirektion Karlsruhe）制定了一份曼海姆/路德维希港区域的统一规划。在对所有的可能性进行深入调查和与帝国交通部进行旷日持久的谈判后，改造方案被确定为“1943 B3”，它使曼海姆／路德维希港节点可以在所有方向都具备无需换向的通行能力。该项目将对两座城市的城市规划产生深远影响，其中曼海姆总站将被抬高约6.5米，并向东迁移300米。在第二次世界大战期间，这个项目并没有得到进一步的推行。而在战后根据1952年的物价水平，项目成本估算需要高达5亿德国马克。相关的措施遂逐渐被放弃。而路德维希港的尽头式车站也只是实现了转换为通过式车站。
在1939年的夏季运行图中，曼海姆总站平均每日录得94班定期长途列车到发，在德意志国铁路网络最繁忙的铁路枢纽中排名位列第14。在在二战期间，该站遭受了几次严重的破坏。二战结束后，曼海姆总站的客运量得到了飞跃式发展。关于站址搬迁的讨论被再度提出。曼海姆市政府在1950年代决定放弃战前的计划，并根据德国联邦铁路在1950年和1951年为铁路枢纽开发的方案作为它们的建筑规划基础。这项方案包括对里德铁路和莱茵河谷铁路进行迁移，并抬高总站的轨道设施。带有12条到发线和1条可在两侧的越行线将能够使该站进行方向操作。当局预计将通过25年至30年的时期间隔来实现。该项目由设于斯图加特和美因茨的联邦铁路管理分局共同开发。市长阿道夫·阿尔塞瑟（Adolf Elsaesser）和城市规划负责人理查德·约尔格在1953年将站前广场的重新布局方案提交了市议会审议。
1955年，两座DrS式的中继信号所投入使用。1958年，首列由电力机车牵引的列车抵达曼海姆总站。在1957年至1960年期间则实施了进一步的大规模改建和翻修工程。在战争中造成的严重破坏已于1960年初完成清理。但此前的大型重建计划则尚未实施。至1970年代，该站成为德国联邦铁路拟定的城际列车网络中的5个连接点之一。
在1976年，曼海姆总站于每个平日平均有110班列车到发和315班列车通过。而在特殊和高峰时段，甚至有日均600班列车行经该站。5座站台的到发线每日必须被多班列车占用12次以上。另有最多可同时由5个调车机车分别牵引的约3100班调车班次在此经过。
由于铁路设施的设计缺陷和里德铁路在西侧的走向建立后预期将有约13%的交通流量增长，以及由于规划中兴建通往斯图加特的高速铁路，曼海姆总站计划在1970年代进行根本性的改造。在1977年至1982年期间，一座新的中继信号所（SpDrS60型）建成，它取代了在东头的电子信号所和车站其它三个区域的点触信号所。新的信号所在1980年代中期可以实现对74公里的铁路网络中的721个铁路信号机（包括250个转辙器、脱轨器和66个主信号）进行控制。在1978年，该项目的总成本被估算为2,660万德国马克。而在1982年底投入运营的信号所是西门子在当时开发的最大的中继信号所。其成本最终达到3,340万德国马克。新的信号所是曼海姆总站进行根本性改造的第一阶段工程，它将有助于改善区域交通。随后进行的工程是将里德铁路的走向向西引入车站，并被整合至曼海姆－斯图加特高速铁路。
1976年4月，曼海姆－斯图加特高速铁路的三项规划审批程序开始启动，以使曼海姆地区的改造具备法律效力。在1978年春季，曼海姆总站的轨道设施开始了第一次改造施工，从而使北部和南部的新路段投入使用。
建筑工程是以满足多种需求为基础的。除其他事项外，车站两头的所有线路轨道应与所有站台轨道相连，将交叉冲突的数量最小化、将到发速度最大化，以及改善站台的长度、宽度和高度。在铁路线的接入节点采用两个新的轨距方案，并允许列车在道岔区域以40－60公里/小时的速度通过。对于接入高速铁路，在道岔区域终端的限速则设定为100公里/小时。该站应当可以任意选择进行方向操作及线路操作。货运及客运的停车场则基本维持不变。
从1975年至1979年，车站大楼也进行了修缮。在1978年和1979年，所有站台都被提高至76厘米，并对应用长度进行了延伸，在东西向共有6条轨道可满足15节编组列车的停靠需求。南侧的E站台则被转换成一个岛式月台。1980年，自动扶梯投入使用，西侧的行人通道也在1981年完工。
1985年6月2日，里德铁路的向西接入工程顺利竣工。它可以使由法兰克福经曼海姆至斯图加特或卡尔斯鲁厄的列车避免换向。车站的一小部分区域曾是曼海姆－斯图加特高速铁路规划审批中1a章节的主题。该审批程序于1974年4月10日启动，并在同年进行讨论。审批最终于1975年3月11日通过，并在同年9月15日获得法律效力。有部分组织及团体曾针对该项目发起了个别的抗议和小型示威活动。
在1980年代中期，曼海姆总站录得了日均约700班列车停靠和约3万人次乘降的纪录。随着每日共269班定期长途列车的到发量，该车站曾在1989年的夏季运行图中位居德国联邦铁路网络中的第十大枢纽。而随着在1996年夏季运行图中每日308班的列车到发量，它又于德国铁路的网络中排名第六。
1995年，一个地下停车场在站前广场建成。从1999年至2001年，车站建筑被完全清空，并在被保留下来的历史建筑背后竖立起一座新的大楼。其侧翼被加建了一层楼，并恢复其原有的对称性，而入口大堂则采用一个玻璃穹顶。
作为在1997年1月提出曼海姆21概念的一部分，它为曼海姆总站的铁路设施和站房建筑进行彻底改造提供了依据。其中站台的轨道数量应该通过优化工作进程而由10条减少至8条，同时不再使用的调车轨道和停车轨道将被拆除。其余的站台轨道则应被转换为跨线桥或大型的高架桥。该计划在随后进行了削减，并自2011年起改称为“幸运石社区”规划。
随着每日共332班定期长途列车的到发量，该车站在2004年的运行图中位居德国铁路网络中的第五大枢纽。
2007年7月18日，一座新的中央巴士站在车站相邻的地块中投入运营。这座拥有9个长途巴士泊位的巴士站建于一个停车场内，并由曼海姆停车场运营有限公司（Mannheimer Parkhausbetriebe GmbH）进行管理，如今提供有超过30条巴士线路的服务。

## 规划

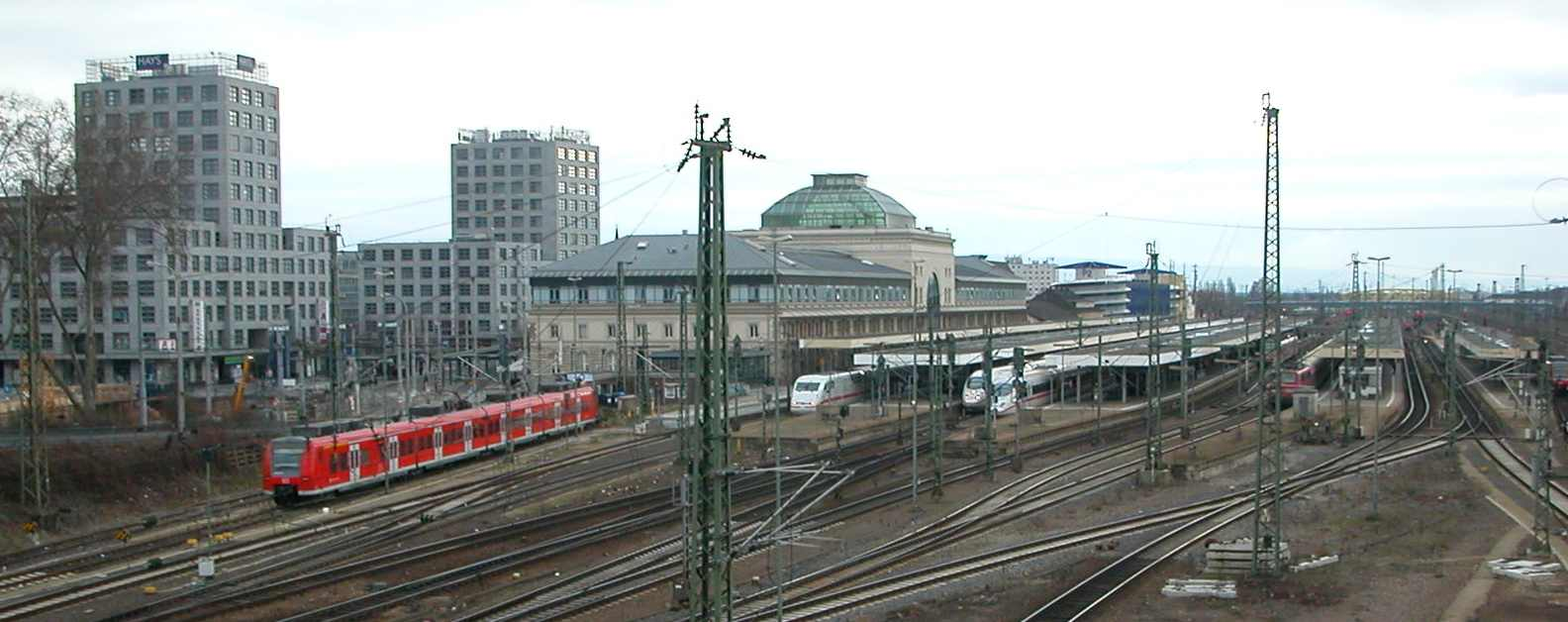
轨道设施一隅

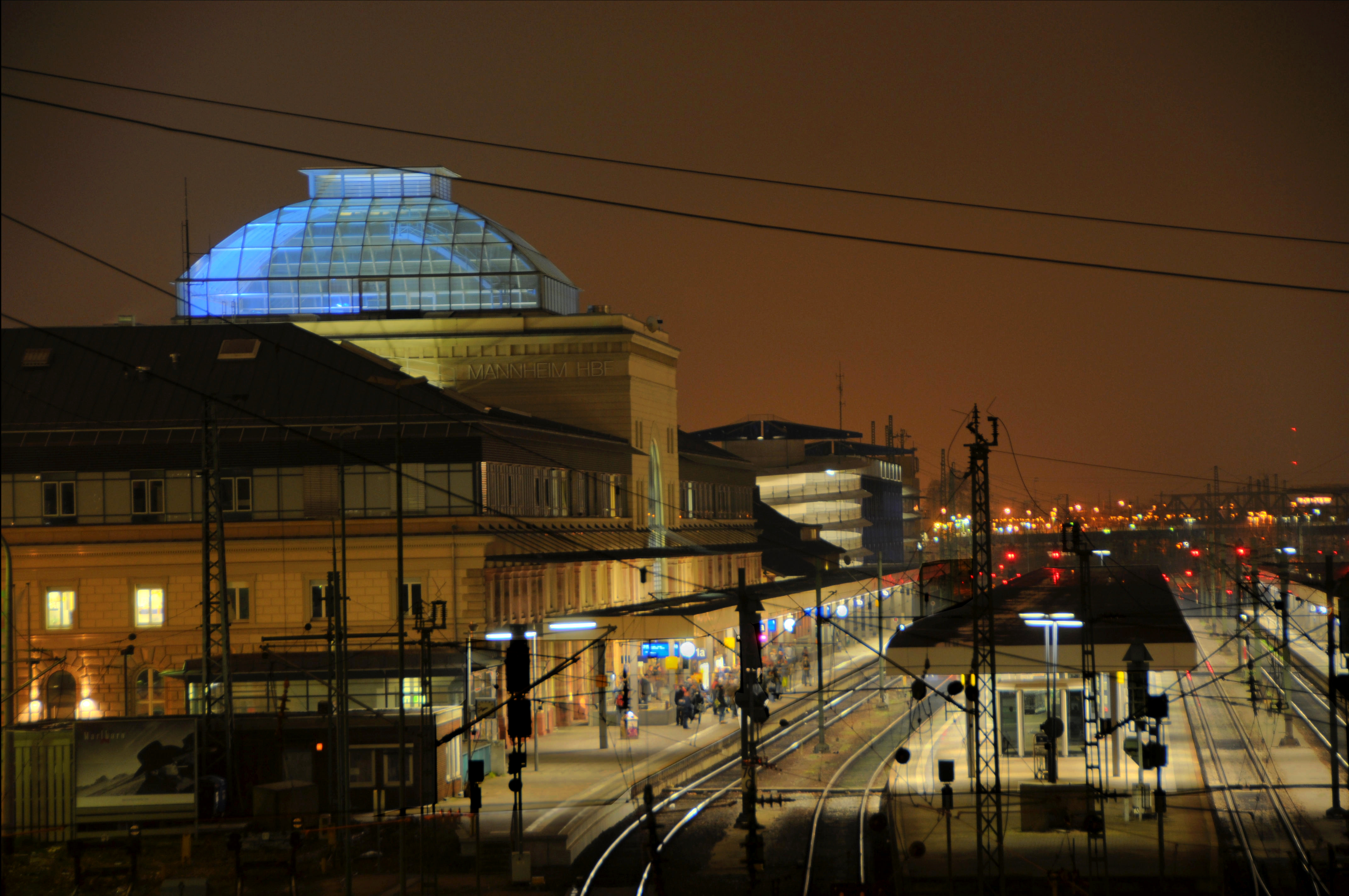
曼海姆总站夜景

曼海姆火车总站是一座位于斯图加特、巴塞尔、萨尔布吕肯和法兰克福之间的铁路枢纽。这里已有一条通往斯图加特的高速铁路，并且计划另建一条通往法兰克福的高速铁路。在关于这条线路的讨论中，前德国铁路总裁哈特穆特·梅多恩曾表示考虑将线路走向通过莱茵瑙森林绕行曼海姆，再并入造价高昂的普芬格斯特贝格隧道，与曼海姆－斯图加特高速铁路实现对接。该项目的批评者抱怨称，此举意味着经停曼海姆总站的长途列车班次将大幅减少，从而遭到当地市民及政客的大规模反对。随后至2006年，这一计划被暂时搁置。
在未来，车站的轨道设施将进行广泛的改建，并计划用三年左右的时间施工。工程本应在2007年底启动。根据铁路内部的资料，斥资5,000万欧元的工程将包括构建一座F站台（11－12道）。区域运输和长途运输应主要通过这一措施实现分离。其中区域列车在未来会使用紧邻站房的4条轨道，长途列车则使用其余的轨道。联邦政府期望在2013年完成这些措施的融资协议，并自2014年起动工。2013年10月底，德国铁路宣布将在2014年2月中旬开始合同招标。据估算，合同价值约为4,450万欧元。该项目将在2014年9月至2018年12月之间建设（2014年3月资料）。
截至2012年，车站还对干线轨道转移和至腓特烈费尔德南站的三线扩建进行了规划。巴登-符腾堡州还将曼海姆大型枢纽的进一步改造措施呈报至了《2015年联邦运输通道计划》。
作为“幸运石社区”城市发展项目的一部分，曼海姆总站的南部也计划将站台南端的行包隧道延长至林登霍夫，并使其可以作为第三条站台通道使用，然而它并不属于车站建筑，而是与巴士站绑定在一起。现时位于南侧的地下通道通常需要承担较高的人流负担。
由于有越来越多的旅客在站前广场换乘城市公交系统（目前日均约5.2万人次），曼海姆总站的有轨电车站正考虑进行扩建。相关部门对两种方案进行了探讨，其一是在国王环路轴线上提供4个新站台作为全新的车站，这是市政府的首选方案；其二则得到莱茵-内卡运输公司的青睐，因为该方案具有最快的可行性，仅需在现有的车站上增加轨道。

## 运营
根据德国铁路的数据，截至2014年，每日共有228班长途列车、265班区域列车和155班S-Bahn列车在曼海姆总站到发。

### 长途运输

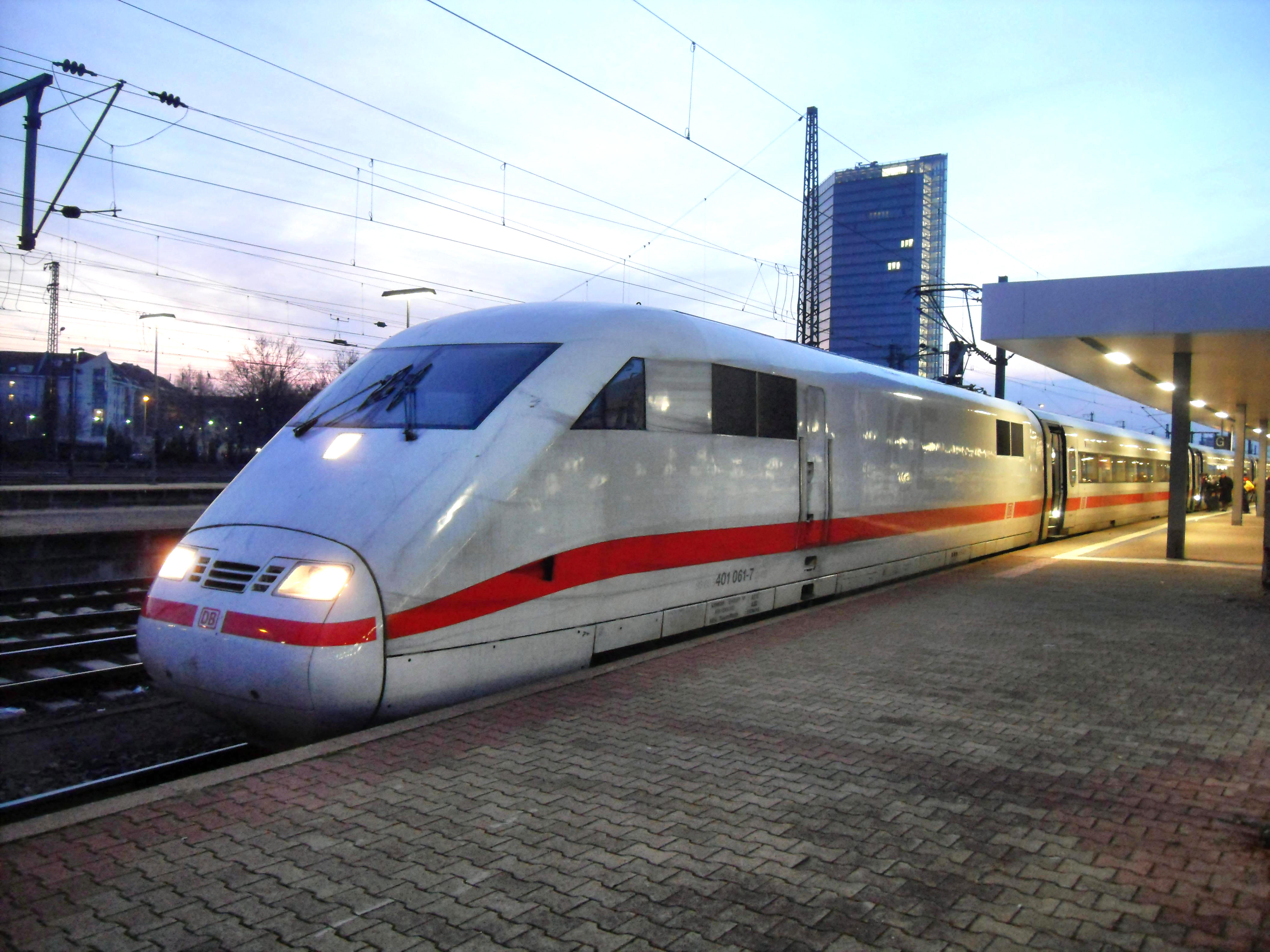
停靠于曼海姆的ICE列车

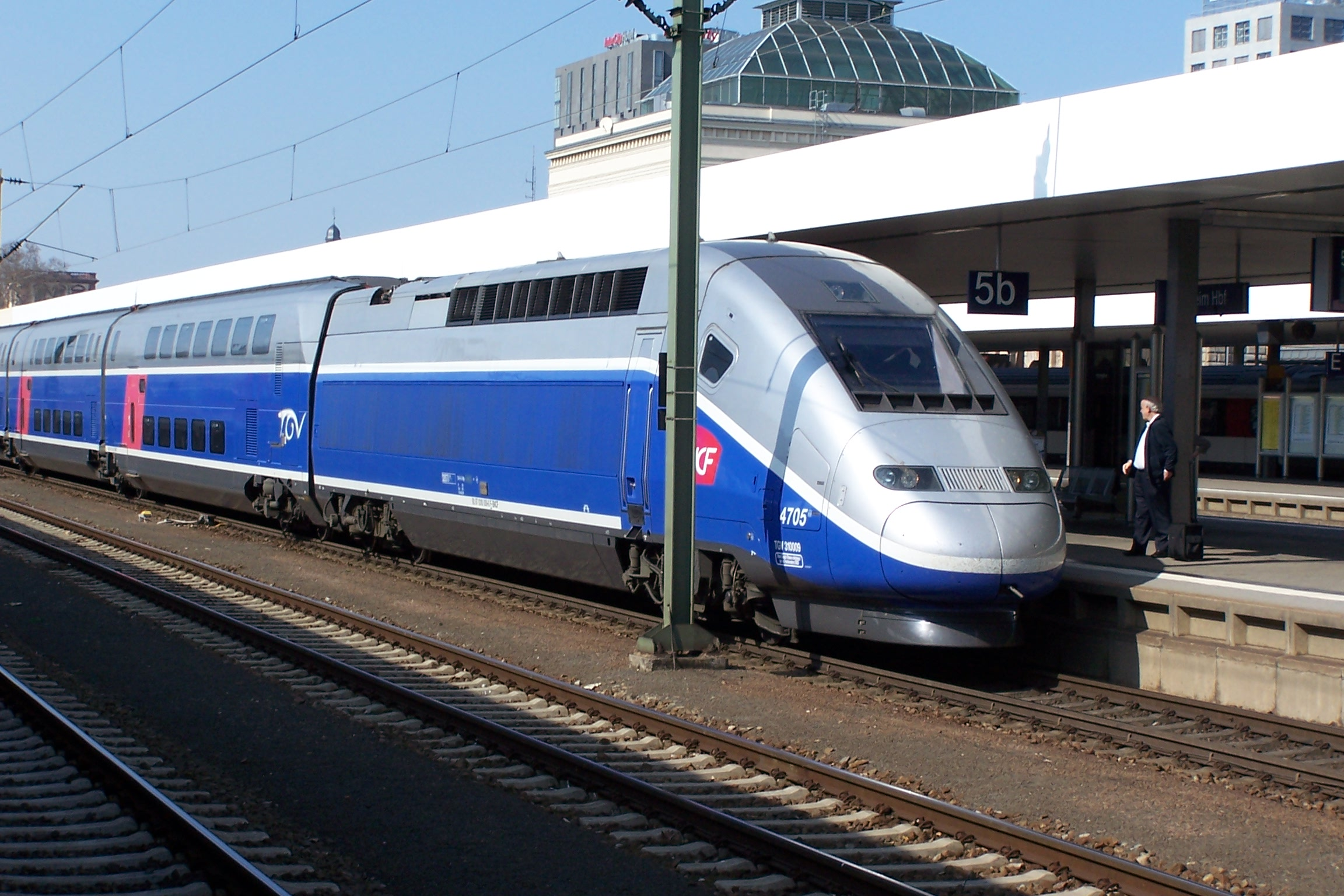
停靠于曼海姆的TGV列车

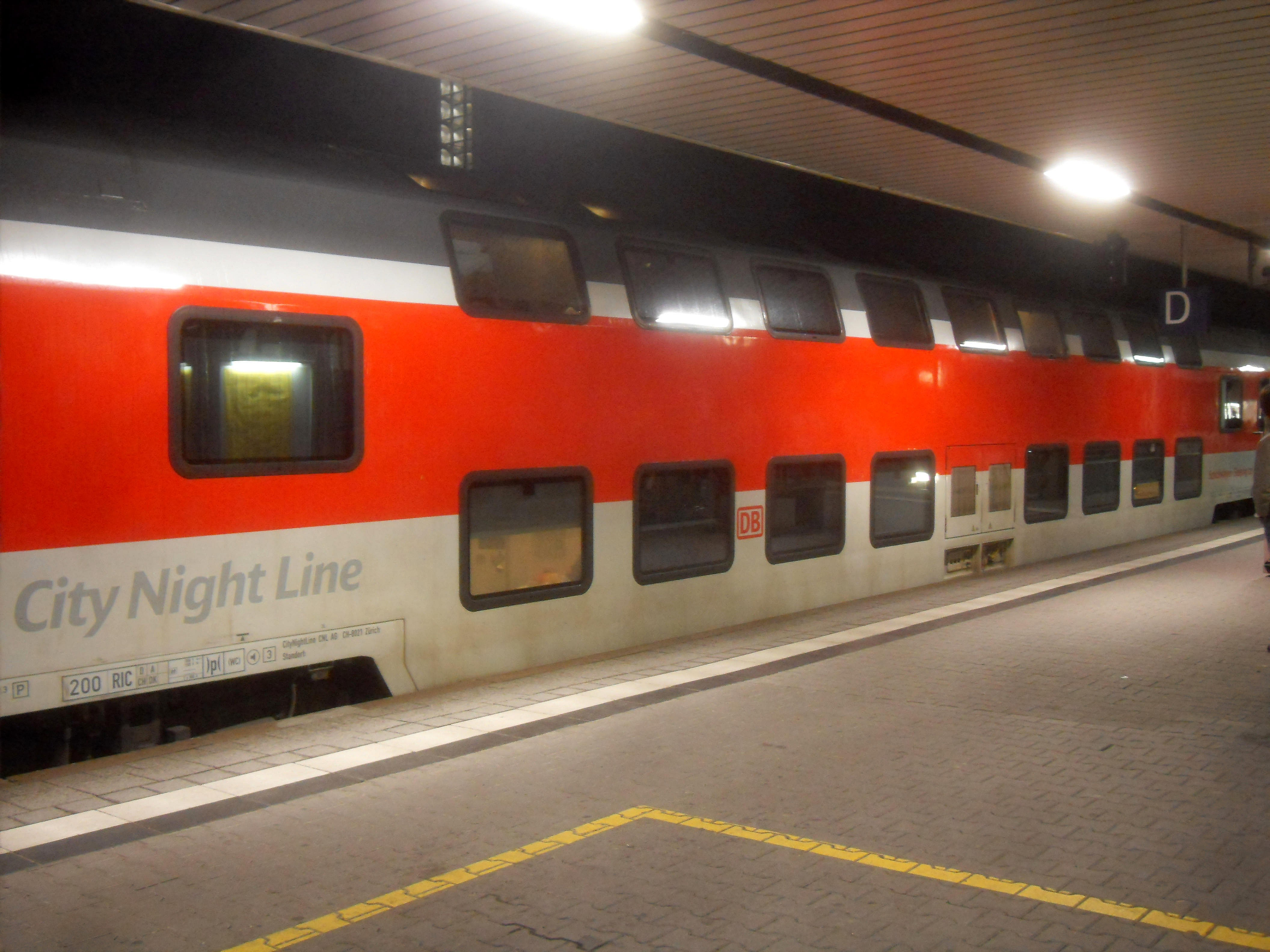
停靠于曼海姆的城市夜线列车

由于方便的地理位置，许多长途列车线路都会在曼海姆汇集，并通过叠加的方式浓缩成一个每60分钟1班的发车间隔。而经由各条不同的高速铁路，德国的大多数城市和邻近的周边国家都可以在数小时内抵达，从而得以形成航空运输之外的一种替代出行方式。截至2019年，共有以下长途列车线路行经曼海姆总站：
| 路线     | 经由 | 经由 | 经由 | 经由 | 频率      |
| -------- | --- | --- | --- | --- | --------- |
| ICE 11   | （汉堡 －） 柏林 － 莱比锡 － 埃尔福特 － 富尔达 － 法兰克福 － 曼海姆 － 斯图加特 － 乌尔姆 － 奥格斯堡 － 慕尼黑                                | （汉堡 －） 柏林 － 莱比锡 － 埃尔福特 － 富尔达 － 法兰克福 － 曼海姆 － 斯图加特 － 乌尔姆 － 奥格斯堡 － 慕尼黑                                   | （汉堡 －） 柏林 － 莱比锡 － 埃尔福特 － 富尔达 － 法兰克福 － 曼海姆 － 斯图加特 － 乌尔姆 － 奥格斯堡 － 慕尼黑                                   | （汉堡 －） 柏林 － 莱比锡 － 埃尔福特 － 富尔达 － 法兰克福 － 曼海姆 － 斯图加特 － 乌尔姆 － 奥格斯堡 － 慕尼黑                                   | 两小时1班 |
| ICE 12   | 柏林东 － 布伦瑞克 － 卡塞尔-威廉丘 － 富尔达 － 法兰克福 － 曼海姆 － 卡尔斯鲁厄 － 弗赖堡 － 巴塞尔 － 伯尔尼 － 因特拉肯东                     | 柏林东 － 布伦瑞克 － 卡塞尔-威廉丘 － 富尔达 － 法兰克福 － 曼海姆 － 卡尔斯鲁厄 － 弗赖堡 － 巴塞尔 － 伯尔尼 － 因特拉肯东                        | 柏林东 － 布伦瑞克 － 卡塞尔-威廉丘 － 富尔达 － 法兰克福 － 曼海姆 － 卡尔斯鲁厄 － 弗赖堡 － 巴塞尔 － 伯尔尼 － 因特拉肯东                        | 柏林东 － 布伦瑞克 － 卡塞尔-威廉丘 － 富尔达 － 法兰克福 － 曼海姆 － 卡尔斯鲁厄 － 弗赖堡 － 巴塞尔 － 伯尔尼 － 因特拉肯东                        | 两小时1班 |
| ICE 15   | 柏林 － 哈勒 － 埃尔福特 － 法兰克福 － 达姆施塔特 － 曼海姆 － 凯泽斯劳滕 － 萨尔布吕肯                                                          | 柏林 － 哈勒 － 埃尔福特 － 法兰克福 － 达姆施塔特 － 曼海姆 － 凯泽斯劳滕 － 萨尔布吕肯                                                             | 柏林 － 哈勒 － 埃尔福特 － 法兰克福 － 达姆施塔特 － 曼海姆 － 凯泽斯劳滕 － 萨尔布吕肯                                                             | 柏林 － 哈勒 － 埃尔福特 － 法兰克福 － 达姆施塔特 － 曼海姆 － 凯泽斯劳滕 － 萨尔布吕肯                                                             | 1对班次   |
| ICE 20   | （基尔 －） 汉堡 － 汉诺威 － 卡塞尔-威廉丘 － 法兰克福 － 曼海姆 － 卡尔斯鲁厄 － 弗赖堡 － 巴塞尔 － 苏黎世 （－ 库尔）                         | （基尔 －） 汉堡 － 汉诺威 － 卡塞尔-威廉丘 － 法兰克福 － 曼海姆 － 卡尔斯鲁厄 － 弗赖堡 － 巴塞尔 － 苏黎世 （－ 库尔）                            | （基尔 －） 汉堡 － 汉诺威 － 卡塞尔-威廉丘 － 法兰克福 － 曼海姆 － 卡尔斯鲁厄 － 弗赖堡 － 巴塞尔 － 苏黎世 （－ 库尔）                            | （基尔 －） 汉堡 － 汉诺威 － 卡塞尔-威廉丘 － 法兰克福 － 曼海姆 － 卡尔斯鲁厄 － 弗赖堡 － 巴塞尔 － 苏黎世 （－ 库尔）                            | 两小时1班 |
| ICE 22   | （基尔 －） | 汉堡 － 汉诺威 － 卡塞尔-威廉丘 － 法兰克福 － 法兰克福机场 － 曼海姆 － 斯图加特                                                                    | 汉堡 － 汉诺威 － 卡塞尔-威廉丘 － 法兰克福 － 法兰克福机场 － 曼海姆 － 斯图加特                                                                    | 汉堡 － 汉诺威 － 卡塞尔-威廉丘 － 法兰克福 － 法兰克福机场 － 曼海姆 － 斯图加特                                                                    | 两小时1班 |
| ICE 22   | 汉堡-阿尔托纳 － | 汉堡 － 汉诺威 － 卡塞尔-威廉丘 － 法兰克福 － 法兰克福机场 － 曼海姆 － 斯图加特                                                                    | 汉堡 － 汉诺威 － 卡塞尔-威廉丘 － 法兰克福 － 法兰克福机场 － 曼海姆 － 斯图加特                                                                    | 汉堡 － 汉诺威 － 卡塞尔-威廉丘 － 法兰克福 － 法兰克福机场 － 曼海姆 － 斯图加特                                                                    | 两小时1班 |
| ICE 22   | （奥尔登堡 － 不来梅 －） | 汉堡 － 汉诺威 － 卡塞尔-威廉丘 － 法兰克福 － 法兰克福机场 － 曼海姆 － 斯图加特                                                                    | 汉堡 － 汉诺威 － 卡塞尔-威廉丘 － 法兰克福 － 法兰克福机场 － 曼海姆 － 斯图加特                                                                    | 汉堡 － 汉诺威 － 卡塞尔-威廉丘 － 法兰克福 － 法兰克福机场 － 曼海姆 － 斯图加特                                                                    | 两小时1班 |
| ICE 42   | （汉堡 － 不来梅 －） 多特蒙德 － | 埃森 － 杜伊斯堡 － 杜塞尔多夫 － | 科隆 － 锡格堡/波恩 － 法兰克福机场 － 曼海姆 － 斯图加特 － 乌尔姆 － 奥格斯堡 － 慕尼黑                                                            | 科隆 － 锡格堡/波恩 － 法兰克福机场 － 曼海姆 － 斯图加特 － 乌尔姆 － 奥格斯堡 － 慕尼黑                                                            | 两小时1班 |
| ICE 42   | （汉堡 － 不来梅 －） 多特蒙德 － | 哈根 － 伍珀塔尔 － | 科隆 － 锡格堡/波恩 － 法兰克福机场 － 曼海姆 － 斯图加特 － 乌尔姆 － 奥格斯堡 － 慕尼黑                                                            | 科隆 － 锡格堡/波恩 － 法兰克福机场 － 曼海姆 － 斯图加特 － 乌尔姆 － 奥格斯堡 － 慕尼黑                                                            | 两小时1班 |
| ICE 43   | （汉诺威 － 比勒费尔德 －） 多特蒙德 － 伍珀塔尔 － 科隆 － 西格堡/波恩 － 法兰克福机场 － 曼海姆 － 卡尔斯鲁厄 － 弗赖堡 － 巴塞尔               | （汉诺威 － 比勒费尔德 －） 多特蒙德 － 伍珀塔尔 － 科隆 － 西格堡/波恩 － 法兰克福机场 － 曼海姆 － 卡尔斯鲁厄 － 弗赖堡 － 巴塞尔                  | （汉诺威 － 比勒费尔德 －） 多特蒙德 － 伍珀塔尔 － 科隆 － 西格堡/波恩 － 法兰克福机场 － 曼海姆 － 卡尔斯鲁厄 － 弗赖堡 － 巴塞尔                  | （汉诺威 － 比勒费尔德 －） 多特蒙德 － 伍珀塔尔 － 科隆 － 西格堡/波恩 － 法兰克福机场 － 曼海姆 － 卡尔斯鲁厄 － 弗赖堡 － 巴塞尔                  | 两小时1班 |
| ICE 45   | 科隆 － 科隆/波恩机场 － 蒙塔鲍尔 － 林堡南 － 威斯巴登 － 美因茨 － 曼海姆 － 海德堡 － 斯图加特                                                 | 科隆 － 科隆/波恩机场 － 蒙塔鲍尔 － 林堡南 － 威斯巴登 － 美因茨 － 曼海姆 － 海德堡 － 斯图加特                                                    | 科隆 － 科隆/波恩机场 － 蒙塔鲍尔 － 林堡南 － 威斯巴登 － 美因茨 － 曼海姆 － 海德堡 － 斯图加特                                                    | 科隆 － 科隆/波恩机场 － 蒙塔鲍尔 － 林堡南 － 威斯巴登 － 美因茨 － 曼海姆 － 海德堡 － 斯图加特                                                    | 个别班次  |
| ICE 47   | 多特蒙德 － 波鸿 － | 埃森 － 杜伊斯堡 － 杜塞尔多夫 － 科隆展会/道依茨 － 法兰克福机场 － 曼海姆 － 斯图加特                                                              | 埃森 － 杜伊斯堡 － 杜塞尔多夫 － 科隆展会/道依茨 － 法兰克福机场 － 曼海姆 － 斯图加特                                                              | 埃森 － 杜伊斯堡 － 杜塞尔多夫 － 科隆展会/道依茨 － 法兰克福机场 － 曼海姆 － 斯图加特                                                              | 两小时1班 |
| ICE 47   | （明斯特 － 盖尔森基兴 －） | 埃森 － 杜伊斯堡 － 杜塞尔多夫 － 科隆展会/道依茨 － 法兰克福机场 － 曼海姆 － 斯图加特                                                              | 埃森 － 杜伊斯堡 － 杜塞尔多夫 － 科隆展会/道依茨 － 法兰克福机场 － 曼海姆 － 斯图加特                                                              | 埃森 － 杜伊斯堡 － 杜塞尔多夫 － 科隆展会/道依茨 － 法兰克福机场 － 曼海姆 － 斯图加特                                                              | 两小时1班 |
| ICE 82   | 法兰克福 － 曼海姆 － | 凯泽斯劳滕 － 萨尔布吕肯 － | 巴黎东 | 巴黎东 | 两小时1班 |
| ICE 82   | 法兰克福 － 曼海姆 － | 卡尔斯鲁厄 － 斯特拉斯堡 － | 巴黎东 | 巴黎东 | 两小时1班 |
| ICE 84   | 法兰克福 － 曼海姆 － 卡尔斯鲁厄 － 巴登-巴登 － 斯特拉斯堡 － 米卢斯 － 里昂帕迪欧 － 阿维尼翁 － 马赛圣夏尔                                     | 法兰克福 － 曼海姆 － 卡尔斯鲁厄 － 巴登-巴登 － 斯特拉斯堡 － 米卢斯 － 里昂帕迪欧 － 阿维尼翁 － 马赛圣夏尔                                        | 法兰克福 － 曼海姆 － 卡尔斯鲁厄 － 巴登-巴登 － 斯特拉斯堡 － 米卢斯 － 里昂帕迪欧 － 阿维尼翁 － 马赛圣夏尔                                        | 法兰克福 － 曼海姆 － 卡尔斯鲁厄 － 巴登-巴登 － 斯特拉斯堡 － 米卢斯 － 里昂帕迪欧 － 阿维尼翁 － 马赛圣夏尔                                        | 1对班次   |
| ICE 85   | 法兰克福 － 曼海姆 － 卡尔斯鲁厄 － 巴登-巴登 － 弗赖堡 － 巴塞尔 － 卢塞恩 － 贝林佐纳 － 卢加诺 － 蒙扎 － 米兰                                 | 法兰克福 － 曼海姆 － 卡尔斯鲁厄 － 巴登-巴登 － 弗赖堡 － 巴塞尔 － 卢塞恩 － 贝林佐纳 － 卢加诺 － 蒙扎 － 米兰                                    | 法兰克福 － 曼海姆 － 卡尔斯鲁厄 － 巴登-巴登 － 弗赖堡 － 巴塞尔 － 卢塞恩 － 贝林佐纳 － 卢加诺 － 蒙扎 － 米兰                                    | 法兰克福 － 曼海姆 － 卡尔斯鲁厄 － 巴登-巴登 － 弗赖堡 － 巴塞尔 － 卢塞恩 － 贝林佐纳 － 卢加诺 － 蒙扎 － 米兰                                    | 1对班次   |
| IC 30    | （韦斯特兰 －） | 汉堡 － 不来梅 － 多特蒙德 － 埃森 － 杜伊斯堡 － 杜塞尔多夫 － 科隆 － 波恩 － 科布伦茨 － 美因茨 － 曼海姆 － 斯图加特 （－ 卡尔斯鲁厄 － 奥芬堡） | 汉堡 － 不来梅 － 多特蒙德 － 埃森 － 杜伊斯堡 － 杜塞尔多夫 － 科隆 － 波恩 － 科布伦茨 － 美因茨 － 曼海姆 － 斯图加特 （－ 卡尔斯鲁厄 － 奥芬堡） | 汉堡 － 不来梅 － 多特蒙德 － 埃森 － 杜伊斯堡 － 杜塞尔多夫 － 科隆 － 波恩 － 科布伦茨 － 美因茨 － 曼海姆 － 斯图加特 （－ 卡尔斯鲁厄 － 奥芬堡） | 两小时1班 |
| IC 30    | （基尔 －） | 汉堡 － 不来梅 － 多特蒙德 － 埃森 － 杜伊斯堡 － 杜塞尔多夫 － 科隆 － 波恩 － 科布伦茨 － 美因茨 － 曼海姆 － 斯图加特 （－ 卡尔斯鲁厄 － 奥芬堡） | 汉堡 － 不来梅 － 多特蒙德 － 埃森 － 杜伊斯堡 － 杜塞尔多夫 － 科隆 － 波恩 － 科布伦茨 － 美因茨 － 曼海姆 － 斯图加特 （－ 卡尔斯鲁厄 － 奥芬堡） | 汉堡 － 不来梅 － 多特蒙德 － 埃森 － 杜伊斯堡 － 杜塞尔多夫 － 科隆 － 波恩 － 科布伦茨 － 美因茨 － 曼海姆 － 斯图加特 （－ 卡尔斯鲁厄 － 奥芬堡） | 两小时1班 |
| IC 30    | （宾茨 － 罗斯托克 － 什未林 －） | 汉堡 － 不来梅 － 多特蒙德 － 埃森 － 杜伊斯堡 － 杜塞尔多夫 － 科隆 － 波恩 － 科布伦茨 － 美因茨 － 曼海姆 － 斯图加特 （－ 卡尔斯鲁厄 － 奥芬堡） | 汉堡 － 不来梅 － 多特蒙德 － 埃森 － 杜伊斯堡 － 杜塞尔多夫 － 科隆 － 波恩 － 科布伦茨 － 美因茨 － 曼海姆 － 斯图加特 （－ 卡尔斯鲁厄 － 奥芬堡） | 汉堡 － 不来梅 － 多特蒙德 － 埃森 － 杜伊斯堡 － 杜塞尔多夫 － 科隆 － 波恩 － 科布伦茨 － 美因茨 － 曼海姆 － 斯图加特 （－ 卡尔斯鲁厄 － 奥芬堡） | 两小时1班 |
| EC 30    | 汉堡 － 不来梅 － 多特蒙德 － 埃森 － 杜伊斯堡 － 杜塞尔多夫 － 科隆 － 波恩 － 科布伦茨 － 美因茨 － 曼海姆 － 卡尔斯鲁厄 － 弗赖堡 － 巴塞尔 － | 汉堡 － 不来梅 － 多特蒙德 － 埃森 － 杜伊斯堡 － 杜塞尔多夫 － 科隆 － 波恩 － 科布伦茨 － 美因茨 － 曼海姆 － 卡尔斯鲁厄 － 弗赖堡 － 巴塞尔 －    | 苏黎世 | 苏黎世 | 个别班次  |
| EC 30    | 汉堡 － 不来梅 － 多特蒙德 － 埃森 － 杜伊斯堡 － 杜塞尔多夫 － 科隆 － 波恩 － 科布伦茨 － 美因茨 － 曼海姆 － 卡尔斯鲁厄 － 弗赖堡 － 巴塞尔 － | 汉堡 － 不来梅 － 多特蒙德 － 埃森 － 杜伊斯堡 － 杜塞尔多夫 － 科隆 － 波恩 － 科布伦茨 － 美因茨 － 曼海姆 － 卡尔斯鲁厄 － 弗赖堡 － 巴塞尔 －    | 伯尔尼 － 因特拉肯东 | | 个别班次  |
| IC/EC 32 | 明斯特 / 多特蒙德 － 埃森 － 杜伊斯堡 － 杜塞尔多夫 － 科隆 － 波恩 － 科布伦茨 － 美因茨 － 曼海姆 － 斯图加特 －                                | 明斯特 / 多特蒙德 － 埃森 － 杜伊斯堡 － 杜塞尔多夫 － 科隆 － 波恩 － 科布伦茨 － 美因茨 － 曼海姆 － 斯图加特 －                                   | 乌尔姆 － | 奥格斯堡 － 慕尼黑 － 罗森海姆 － 萨尔茨堡 － 菲拉赫 － 克拉根福                                                                                     | 两小时1班 |
| IC/EC 32 | 明斯特 / 多特蒙德 － 埃森 － 杜伊斯堡 － 杜塞尔多夫 － 科隆 － 波恩 － 科布伦茨 － 美因茨 － 曼海姆 － 斯图加特 －                                | 明斯特 / 多特蒙德 － 埃森 － 杜伊斯堡 － 杜塞尔多夫 － 科隆 － 波恩 － 科布伦茨 － 美因茨 － 曼海姆 － 斯图加特 －                                   | 乌尔姆 － | 乌尔姆 － 林道 － 布雷根茨 － 因斯布鲁克 | 两小时1班 |
| IC/EC 32 | 明斯特 / 多特蒙德 － 埃森 － 杜伊斯堡 － 杜塞尔多夫 － 科隆 － 波恩 － 科布伦茨 － 美因茨 － 曼海姆 － 斯图加特 －                                | 明斯特 / 多特蒙德 － 埃森 － 杜伊斯堡 － 杜塞尔多夫 － 科隆 － 波恩 － 科布伦茨 － 美因茨 － 曼海姆 － 斯图加特 －                                   | 乌尔姆 － | 梅明根 － 肯普滕 － 奥伯斯多夫 | 两小时1班 |
| IC/EC 32 | 明斯特 / 多特蒙德 － 埃森 － 杜伊斯堡 － 杜塞尔多夫 － 科隆 － 波恩 － 科布伦茨 － 美因茨 － 曼海姆 － 斯图加特 －                                | 明斯特 / 多特蒙德 － 埃森 － 杜伊斯堡 － 杜塞尔多夫 － 科隆 － 波恩 － 科布伦茨 － 美因茨 － 曼海姆 － 斯图加特 －                                   | 罗伊特林根 － 蒂宾根 | | 两小时1班 |
| IC/EC 35 | 诺德代希防波堤 － 明斯特 － 盖尔森基兴 － 杜伊斯堡 － 杜塞尔多夫 － 科隆 － 波恩 － 美因茨 － 曼海姆 －                                           | 诺德代希防波堤 － 明斯特 － 盖尔森基兴 － 杜伊斯堡 － 杜塞尔多夫 － 科隆 － 波恩 － 美因茨 － 曼海姆 －                                              | 斯图加特 | 斯图加特 | 两小时1班 |
| IC/EC 35 | 诺德代希防波堤 － 明斯特 － 盖尔森基兴 － 杜伊斯堡 － 杜塞尔多夫 － 科隆 － 波恩 － 美因茨 － 曼海姆 －                                           | 诺德代希防波堤 － 明斯特 － 盖尔森基兴 － 杜伊斯堡 － 杜塞尔多夫 － 科隆 － 波恩 － 美因茨 － 曼海姆 －                                              | 卡尔斯鲁厄 － 康斯坦茨 | | 两小时1班 |
| IC/EC 62 | 萨尔布吕肯 － 凯泽斯劳滕 － 曼海姆 － 斯图加特 － 乌尔姆 － 奥格斯堡 － 慕尼黑 － 萨尔茨堡 － 格拉茨                                              | 萨尔布吕肯 － 凯泽斯劳滕 － 曼海姆 － 斯图加特 － 乌尔姆 － 奥格斯堡 － 慕尼黑 － 萨尔茨堡 － 格拉茨                                                 | 萨尔布吕肯 － 凯泽斯劳滕 － 曼海姆 － 斯图加特 － 乌尔姆 － 奥格斯堡 － 慕尼黑 － 萨尔茨堡 － 格拉茨                                                 | 萨尔布吕肯 － 凯泽斯劳滕 － 曼海姆 － 斯图加特 － 乌尔姆 － 奥格斯堡 － 慕尼黑 － 萨尔茨堡 － 格拉茨                                                 | 1对班次   |
|          | 莫斯科 － 明斯克 － 华沙 － 柏林 － 汉诺威 － 法兰克福 － 曼海姆 － 萨尔布吕肯 － 梅斯 － 巴黎东                                                  | | | |           |

### 区域运输
| 线路   | 走向                                                                                            | 频率                 |
| ------ | ----------------------------------------------------------------------------------------------- | -------------------- |
| RE 1   | 曼海姆 － 路德维希港中心 － 诺伊施塔特 － 凯泽斯劳滕 － 洪堡 － 萨尔布吕肯－ 特里尔 － 科布伦茨 | 两小时1班            |
| RE 2   | 曼海姆 － 施韦青根 － 霍肯海姆 － 瓦格霍伊瑟尔 － 格拉本-诺伊多夫 － 卡尔斯鲁厄                 | 个别班次（高峰时段） |
| RE 10a | 曼海姆 － 海德堡 － 埃伯巴赫 － 莫斯巴赫-内卡艾尔茨 － 巴特腓特烈斯哈尔 － 海尔布隆             | 两小时1班            |
| RE 10b | 曼海姆 － 海德堡 － 辛斯海姆 － 巴特腓特烈斯哈尔 － 海尔布隆                                    | 两小时1班            |
| RE 14  | 曼海姆 － 路德维希港中心 － 弗兰肯塔尔 － 沃尔姆斯 － 美因茨 － 法兰克福                        | 两小时1班            |
| RE 60  | 曼海姆 － 魏恩海姆 － 本斯海姆 － 达姆施塔特 － 法兰克福                                        | 每小时1班            |
| RE 70  | 曼海姆 － 比布利斯 － 盖恩斯海姆 － 大格劳-东贝格 － 法兰克福                                   | 每小时1班            |
| RB 2   | 比布利斯 － 兰佩特海姆 － 曼海姆 － 霍肯海姆 － 瓦格霍伊瑟尔 － 格拉本-诺伊多夫 － 卡尔斯鲁厄   | 每小时1班            |
| RB 2   | 比布利斯 － 兰佩特海姆 － 曼海姆-凯费塔尔 － 曼海姆                                             | 每小时1班            |
| RB 67  | 曼海姆 － 新埃丁根/曼海姆-腓特烈斯费尔德 － 魏恩海姆 － 本斯海姆 － 达姆施塔特 － 法兰克福      | 两小时1班            |

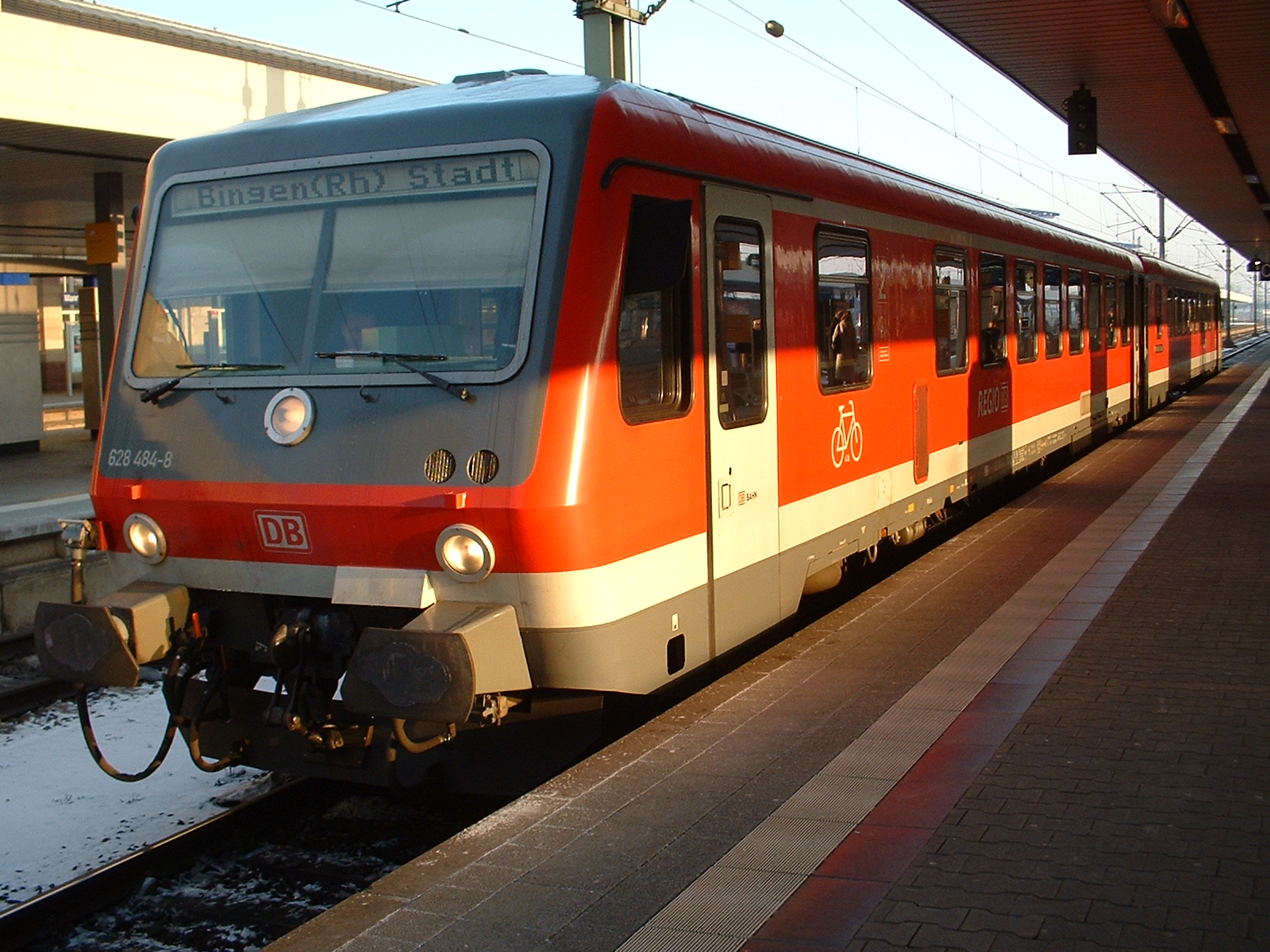
停靠于曼海姆的区域列车

在五月至十月的每周日及公众假日，还另外开行有名为“穆尔格河谷快车（Murgtäler Radexpress）”的游览列车，它经由海德堡及布鲁赫萨尔进一步通往弗罗伊登施塔特。同时开行的还有“本登塔尔人号（Bundenthaler）”，它经由诺伊施塔特和兰道前往本登塔尔-鲁姆巴赫车站，并有部分车厢通往皮尔马森斯。车厢的分解工作在欣特尔魏登塔尔东站进行。

### 莱茵内卡快铁
莱茵内卡快铁构建了莱茵-内卡城市群的区域铁路架构。自2003年12月起，一个290公里长的S-Bahn网络正式投入运营。至2015年，该网络应再新增3条线路，所有这些均会经过曼海姆总站。
| 路线 | 经由 | 频率                                  |
| ---- | --- | ------------------------------------- |
| S 1  | 洪堡 － 凯泽斯劳滕 － 诺伊施塔特 － 希弗施塔特 － 路德维希港 － 曼海姆 － 海德堡 － 内卡格明德 － 埃伯巴赫 － 莫斯巴赫 － 奥斯特布尔肯 | 每小时1班                             |
| S 2  | 凯泽斯劳滕 － 诺伊施塔特 － 希弗施塔特 － 路德维希港 － 曼海姆 － 海德堡 － 内卡格明德 － 埃伯巴赫 （－ 莫斯巴赫）                     | 每小时1班                             |
| S 3  | 盖默斯海姆 － 施派尔 － 希弗施塔特 － 路德维希港 － 曼海姆 － 海德堡 － 斯洛赫-瓦尔多夫 － 布鲁赫萨尔 － 卡尔斯鲁厄                    | 每小时1班                             |
| S 39 | 曼海姆-瓦德霍夫 － 曼海姆 （－ 海德堡 － 卡尔斯鲁厄）                                                                                  | 个别班次                              |
| S 4  | 盖默斯海姆 － 施派尔 － 希弗施塔特 － 路德维希港 － 曼海姆 － 海德堡 － 斯洛赫-瓦尔多夫 － 布鲁赫萨尔                                  | 每小时1班                             |
| S 6  | （本斯海姆 － 魏恩海姆 －） 曼海姆 － 路德维希港 － 弗兰肯塔尔 － 沃尔姆斯 － 美因茨                                                   | 半小时1班 （本斯海姆到发为每小时1班） |

### 跨区域城铁
在站前广场旁由莱茵-内卡运输公司经营的4号及5号两条有轨电车米轨线路通常被当作长途有轨电车运行，它们在各城市的市区范围内会借用当地的有轨电车轨道。这些线路的运行图是由德国铁路作为区域运输的一部分进行制定。
| 线路 | 走向                                                                     | 频率                                                                                    |
| ---- | ------------------------------------------------------------------------ | --------------------------------------------------------------------------------------- |
| 4    | 黑德斯海姆/凯费塔尔 － 曼海姆 － 路德维希港 － 奥格斯海姆/巴德迪尔克海姆 | 往巴德迪尔克海姆每半小时1班 往黑德斯海姆每20分钟1班 凯费塔尔－奥格斯海姆之间每10分钟1班 |
| 5    | 韦恩海姆 － 曼海姆 － 海德堡 － 韦恩海姆                                 | 20分钟1班，部分路段10分钟1班                                                            |